# مدرسة مارلو الكبرى

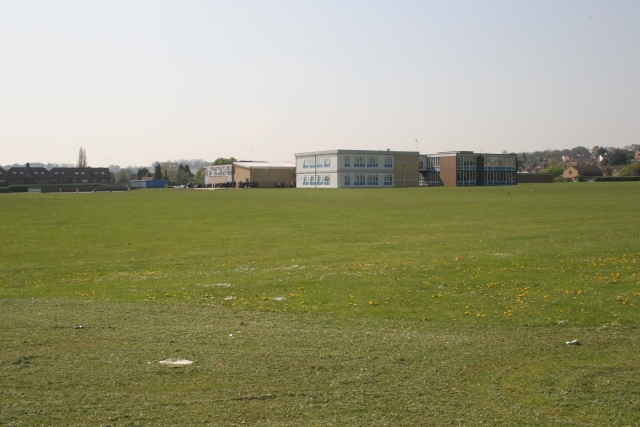
حقول مدرسة مارلو الكبرى

مدرسة مارلو الكبرى (بالإنجليزية: Great Marlow School)‏ هي مدرسة ثانوية مختلطة في مارلو، باكينجهامشير. وتستقبل الأطفال من سن 11-18 عامًا وتضم حوالي 1260 تلميذًا. في آب 2011 أصبحت المدرسة أكاديمية.  في عام 2012-2013، كانت المدرسة تحت مشروع بناء إقامة قاعة رياضية جديدة، وملاعب عشبية، ومواقف جديدة للحافلات، ومجمع رياضي. ولتمويل هذا المشروع باعت المدرسة قطعة أرض من حقلها. 
في أيلول 2005، مُنحت المدرسة مكانة المدرسة المتخصصة باعتبارها كلية تكنولوجيا، من قبل وزارة التعليم والمهارات في المملكة المتحدة.

## الرياضة
يوجد بالمدرسة نادي تجديف نشط يسمى نادي قارب مدرسة مارلو العظيم وهو تابع لـلتجديف البريطاني.

## جريدة الصوت
هي عبارة عن نشرة إخبارية يتم تقديمها في نهاية كل فصل دراسي تتضمن أخبارًا عن المدرسة.